# Моргентау, Крамер
Крамер Моргентау A.S.C. (англ. Kramer Morgenthau; род. 1966) — американский кинооператор, наиболее известен своими работами в фильмах «Тор 2: Царство тьмы» и «Терминатор: Генезис». Он также был оператором нескольких эпизодов таких телесериалов как «Вегас», «Игра престолов», «Сонная Лощина» и «Подпольная империя». Он является членом знаменитой семьи Моргентау и семьи банкиров Леманов.

## Биография
Моргентау родился в еврейской семье, матери Рут (дев. Шахтер) и Генри Моргентау III. Его отец был писателем и телевизионным продюсером. Его мать была профессором международной политики в Брандейском университете, советником президента Джимми Картера по вопросам развития сельских районов в бедных странах, и в 1988 году неудачно руководила Конгрессом на Род-Айленде в качестве кандидата от Демократической партии. Его прапрадедом был Майер Леман. У него есть брат, Генри (Бен) Моргентау (род. 1964), и сестра, Сара Элинор Моргентау (род. 1963). Его дедом был Генри Моргентау-младший, министр финансов США во время администрации Рузвельта; его прадед, Генри Моргентау, был послом в Османской империи во время Первой Мировой войны; его дядя, Роберт М. Моргентау, является окружным прокурором Манхэттена уже 35 лет. Он вырос в Кембридже, Массачусетс. В 2011 году, он женился на Трейси Фляйшман на еврейской церемонии в бывшем Соборе святой Вибианы в Лос-Анджелесе.

## Фильмография

### Фильмы
- Догтаун / Dogtown (1997)
- Неопровержимые улики / The Big Brass Ring (1999)
- Зелёный дракон / Green Dragon (2001)
- Побег с Елисейских полей / The Man from Elysian Fields (2001)
- Другой / Godsend (2004)
- Крэйзи / Havoc (2005)
- Правда и ничего кроме… / Full of It (2007)
- Перелом / Fracture (2007)
- Праздник любви / Feast of Love (2007)
- Экспресс: История легенды спорта Эрни Дэвиса / The Express (2008)
- Фабрика / The Factory (2012)
- Тор 2: Царство тьмы / Thor: The Dark World (2013)
- Повар на колёсах / Chef (2014)
- Терминатор: Генезис / Terminator Genisys (2015)
- За пропастью во ржи / Rebel in the Rye (2017)
- 451 градус по Фаренгейту / Fahrenheit 451 (2018)
- Тёмные отражения / The Darkest Minds (2018)
- Крид 2 / Creed II (2018)

### Телесериалы
- Подпольная империя / Boardwalk Empire (2010)
- Игра престолов / Game of Thrones (2012)
- Вегас / Vegas (2012)
- Сонная Лощина / Sleepy Hollow (2013)